# Krčmar
Krčmar (srbsky Крчмар) je vesnice v centrální části Srbska, administrativně spadající pod opštinu Mionica. Vesnice leží nedaleko pohoří Maljen. Jedná se o sídlo, které je rozprostřené v rozlehlé krajině bez jediného jasného centra a tvořené několika menšími jednotkami.
Z národnostního hlediska je obyvatelstvo v drtivé většině srbské národnosti (přes 90 %). Počet obyvatel vesnice se pohybuje dlouhodobě v nižších stovkách, roku 2011 zde žilo 331 osob. Za posledních 70 let odsud odešlo ale okolo pěti set obyvatel.
První písemná zmínka o vesnici pochází z tureckých zápisů z roku 1528. Vesnice má vlastní kostel svatého Mikuláše (srbsky Crkva svetog Nikole).